# Seinen
El seinen (青年, seinen, «edat adulta» o «maduresa») és un subgènere demogràfic de manga i anime enfocat a un públic masculí prou madur per llegir kanjis. En Japonès, la paraula 'seinen' significa literalment 'joventut', però el terme 'manga seinen' s'utilitza també per descriure l'audiència de còmics per a homes de més 50 anys. L'equivalent femení del seinen és el josei.
La principal diferència respecte a subgènres juvenils com el shonen o el shojo es troba en la complexitat de les trames i la presència de material per a audiències adultes, com la violència o el sexe. Tot i que a vegades inclouen contingut sexual, aquest és molt menys freqüent que en mangues hentai. Els mangues seinen presenten un ampli ventall d'estils artístics i temes. Alguns exemples són 20th Century Boys, Akira, Berserk, Mushishi, Ghost in the Shell, Planetes i Maison Ikkoku.
Una forma d'identificar un manga com a seinen és segons la presència de furigana en el text. Si hi ha furigana al costat de tots els kanjis, l'obra està enfocada a un públic més jove. El títol de la revista on es va publicar l'obra també és un indicador important; revistes amb títols que contenen la paraula "young" (com la Shūkan Young Magazine) solen publicar obres seinen. Hi ha revistes de contingut mix que publiquen shonen i seinen (com la Gangan Comics i la Comp Ace). Algunes revistes populars de seinen són la Young Magazine, la Shūkan Young Sunday, la Big Comic Spirits, la Business Jump, la Ultra Jump i la Afternoon.

## Història
Una de les primeres revistes de manga publicades al Japó, la Shūkan Manga Times (1956), fou del subgènere seinen. Estava enfocada a homes de mitjana edat, i contenia ficció eròtica i historietes de yakuza. El 1967 va aparèixer la primera revista enfocada a homes més joves, la Shūkan Manga Action, que serialitzà obres populars com Lupin III i Shin-Chan. El 1968 va aparèixer la revista Big Comic de l'editorial Shogakukan, coneguda per la publicació de Golgo 13, i el 1972 va començar a publicar-se també la Big Comic Original, coneguda per les obres de Naoki Urasawa. L'editorial Shueisha, coneguda per la popular Shūkan Shōnen Jump, va entrar al mercat seinen el 1979 amb la revista Shūkan Young Jump, que publicaria obres molt populars com Elfen Lied i Gantz.

## Llista de mangues seinen
Vegeu la categoria Mangues seinen.

## Vageu també
- Josei
- Shonen
- Shōjo